# Gugutka
Gugutka (lat. Streptopelia decaocto), vrsta ptica iz porodice golubova, reda golupčarki, koja je rasprostranjena u sjeveroistočnoj Africi, južnoj Arabiji, Indiji, Maloj Aziji, istočnoj i srednjoj Europi sve do Sjevernog mora. U mnogim jezicima ima narodno ime turski golub jer je početkom 20. stoljeća iz Turske počela naseljavati Europu.

## Izgled
Slična je divljoj grlici, no gornja pera krila su joj skoro iste boje kao i hrbat, ravnomjerno svijetlo bež do smećkaste. Dugačka je od 31 pa do 33 cm, što znači da je velika od prilike kao gradski golub, no lakša je i djeluje nježnije građe. Raspon krila joj je 47 do 55 cm a teška je od 150 do 200 grama. Oba spola izgledaju jednako. Crvenkaste oči imaju uski bijeli obrub. Upadljiva oznaka im je crni prsten oko početka vrata.
Glasa se troslogovnim gugutanjem, s naglaskom na drugom slogu, kao i veliki broj vrsta ove porodice.

## Životni prostor
Vrsta izvorno potiče iz Azije, no kako u Europi nalazi sve više poljoprivrednih i kućnih otpadaka, tijekom prošlog stoljeća raširila se cijelom Europom. U međuvremenu se širi dalje prema sjeveroistoku. Prodiranje vrste u Europu detaljno je praćeno. Sad su postale ptice stanarice u parkovima i vrtovima, uvijek u blizini ljudskih naselja, najrađe u mirnim stambenim dijelovima u kojima ima nekoliko stabala crnogorice. Crnogorična stabla su im potrebna za gniježdenje. Nisu pretjerano plahe.

## Širenje tijekom 20. stoljeća
Gugutke izvorno nastanjuju cijelo područje od europskog dijela Turske pa sve do Japana, gdje je dio grba prefekture Saitama.
Tijekom 1930-ih počinje spektakularno širenje gugutki Europom. Godine 1947. stiže u Beč, 1949. u Nizozemsku, 1950. u Belgiju, Švedsku i Elzas. Oko 1960. stižu na britanske otoke i dalje se šire prema zapadu i istoku, a na nekim područjima i prema sjeveru, no prodiranje se značajno usporava, jer se uništavaju područja za gniježđenje. Kako su golubovi u nekim državama lovna divljač, i to igra određenu ulogu kao ograničavajući čimbenik.
Godine 1974., manje od 50 gugutki je slučajno pobjeglo iz kaveza u Nassauu na Bahamima. S Bahama su od 1982. naselile Floridu. Do 1999. su dokazano naselile 22 države SAD-a, a i dalje se šire.

## Hrana
Hrani se sjemenkama, žitaricama i voćem. Zimi se ponekad okupljaju u jata i zajedno traže hranu u parkovima i selskim imanjima.

## Gniježdenje
Kao većina golupčarki, i gugutke imaju vrlo skromno i šlampavo građena gnijezda od samo nekoliko slamki i grančica. U gnjijezdu je najčešće jedno do dva jaja, a mladi se vale nakon 13 ili 14 dana. Gugutke legu više puta jedno za drugim, jer imaju velike gubitke jaja i mladih (mačke, svrake, šojke, vjeverice).